# Die erstaunlichen Abenteuer von Herrn Hase
Die erstaunlichen Abenteuer von Herrn Hase, in früheren Ausgaben Herrn Hases haarsträubende Abenteuer (französisch Les formidables aventures de Lapinot) ist eine Comicserie des französischen Comiczeichners Lewis Trondheim.

## Inhalt
Die Figuren in dieser Serie sind wie bei den meisten Comics von Trondheim anthropomorphe Tiere. Die Hauptfigur Herr Hase (Lapinot) ist ein eigentlich nicht zu Abenteuern neigender junger Mann etwa Mitte 20, der aber auch Kämpferqualitäten zeigt, wenn es erforderlich ist.
Weitere wiederkehrende Figuren sind Herrn Hases Freund Richard (ein Kater), der sich durch jugendlichen Übermut auszeichnet; Thierry „Titi“ Bäcker (ein Hund), ein arrivierter Schwerenöter; Pierrot (eine Ratte), der Intellektuelle; und Nadia Cassayrane (eine Maus), angehende Journalistin und Hases Freundin bzw. – in späteren Bänden – Ex-Freundin.
Eine Eigentümlichkeit der Serie ist, dass die Figuren wie Schauspieler verwendet werden, die Trondheim in verschiedenen Umgebungen und Genres einsetzt. Blacktown beispielsweise ist ein Western, Mehltau ein Mantel-und-Degen-Gefecht, und Walter eine Gruselgeschichte, die im 19. Jahrhundert spielt. Daneben gibt es aber auch Episoden, die in der Gegenwart spielen und die Geschichte von Herrn Hase und Nadia erzählen.
Richard der Kater wird in den Genreepisoden gern als Fiesling und Gegner Herrn Hases in Szene gesetzt, während er in den „Gegenwartsepisoden“ der beste Freund von Herrn Hase ist. Hier treten die beiden wie ein Geschwisterpaar auf, das sich ununterbrochen streitet: Hase als großer Bruder und Richard als hoffnungsloser Kindskopf, der sich durch freches Auftreten und fröhliche Verantwortungslosigkeit auszeichnet. Die Bösewichtrolle ist also ein Augenzwinkern hinsichtlich des „unmoralischen“, „skrupellosen“ Charakters von Richard.

## Veröffentlichung
Die Figur Lapinot tritt erstmals im kleinen Band Un intérieur d'artiste (L'Associacion, 1991) auf, der jedoch auch auf Französisch nicht mehr erhältlich ist und auf Trondheims Wunsch nicht mehr aufgelegt wird.
Das erste Lapinot-Album war das auf Deutsch nicht erschienene Lapinot et les carottes de Patagonie, ein schwarzweißes 500-seitiges Fantasy-Epos mit Krimianleihen, mit dem sich Trondheim laut eigener Aussage das Comiczeichnen beigebracht hat. Es erschien 1992 bei dem von Trondheim mitbegründeten Verlag L’Association, ebenso wie der nächste Band Slaloms (1993). Darin wird erzählt, wie Herr Hase in einem Winterurlaub Nadia kennenlernt.
Das dritte Album, Mildiou, erschien 1994 im Taschenbuchformat im Verlag Le Seuil. Im Reprodukt-Verlag ist dieser Band auch auf Deutsch unter dem Titel Mehltau erschienen.
Ab dem Album Blacktown (1995) erscheint die Serie bei Dargaud im üblichen französischen Albumformat und in Farbe. Insgesamt sind 10 Alben bei Dargaud erschienen, die die Bandnummern 0 bis 9 tragen. Band 0 ist eine neu gezeichnete Farbversion von Slaloms, die Trondheim anfertigte, da der zweite Band bei Dargaud, Pichenettes, die Fortsetzung von Slaloms ist. Der Band 9, L'accélérateur atomique (2003), erschien paradoxerweise ein Jahr vor Band 8, La vie comme elle vient (2004).
Die Dargaud-Alben sind ursprünglich auf Deutsch im Carlsen Verlag erschienen und trugen dort die Nummern 1 bis 10. Dabei entsprach die Bandreihenfolge nicht der französischen Fassung. Slaloms war hier Band 3, obwohl er chronologisch vor Band 2 Verflucht! (Pichenettes) spielt. Seit 2010 wird die Serie von Reprodukt in Deutschland mit der chronologisch korrekten Reihenfolge und teilweisen Neuübersetzungen unter verändertem Reihentitel neu aufgelegt.
Eine weitere Geschichte dieser Reihe erschien auf Englisch im Jahr 2000 im amerikanischen Verlag fantagraphic-books im Heft the Nimrod #4 und trägt den Titel the stroll. Sie ist schwarz-weiß und spielt in der Gegenwart. Die Erstveröffentlichung fand 1996 statt in dem französischen Band Noire est la terre (Verlag Autrement) unter dem Titel Promenade. Sie erzählt, wie Lapinot, Richard, Titi und Pierrot zu einem Kurzurlaub auf das Land fahren und einen Spaziergang in der Natur machen, die ihnen als Stadtmenschen jedoch fremd ist.
Einige Figuren aus dem Herr-Hase-Universum hat Trondheim auch ohne Herrn Hase in Szene gesetzt: Titi hat einen Cameo-Auftritt in Lewis Trondheims Intriganten, einem Mini-Comic für die Reprodukt-Reihe R-24. Die Nebenfiguren Felix Gimpel (Ente) und Patrick Löwenherz (Katze) sind die Protagonisten der Spin-off-Bände Mein Freund, der Rechner (2003) und Nicht ohne meine Konsole (2004), beide bei Carlsen. Im Original erschienen diese beiden Bände in der Serie Les formidables aventures sans Lapinot (dt. Die erstaunlichen Abenteuer ohne Herrn Hase).
Später tauchte Herr Hase auf dem Cover der Nr. 3658 des belgischen Comicmagazins Spirou vom 21. Mai 2008 auf. Links des Titelschriftzugs sieht man ihn in der Kleidung der Titelfigur Spirou, rechts davon wird er in Unterwäsche und Handschellen von zwei Polizisten abgeführt, die ihm das Kostüm ausgezogen haben.
Nach 13 Jahre Pause setzt Lewis Trondheim die Abenteuer von Herrn Hase in der neuen Reihe Die neuen Abenteuer von Herrn Hase fort.

## Die Bände in der Übersicht

### Die erstaunlichen Abenteuer von Herrn Hase
| Französisch | Französisch                                        | Französisch   | Französisch | Deutsch          | Deutsch            | Deutsch                           | Deutsch        | Deutsch          |
| Nummer      | Titel                                              | Verlag        | Jahr        | Nummer (Carlsen) | Nummer (Reprodukt) | Titel                             | Jahr (Carlsen) | Jahr (Reprodukt) |
| ----------- | -------------------------------------------------- | ------------- | ----------- | ---------------- | ------------------ | --------------------------------- | -------------- | ---------------- |
|             | Lapinot et les carottes de Patagonie               | L’Association | 1992        |                  |                    |                                   |                |                  |
|             | Slaloms                                            | L’Association | 1993        |                  |                    |                                   |                |                  |
|             | Mildiou                                            | Le Seuil      | 1994        |                  |                    | Mehltau                           |                | 2000             |
| 0           | Slaloms                                            | Dargaud       | 1997        | 3                | 1                  | Slaloms                           | 1999           | 2010             |
| 1           | Blacktown                                          | Dargaud       | 1995        | 4                | 2                  | Blacktown                         | 2000           | 2010             |
| 2           | Pichenettes                                        | Dargaud       | 1996        | 2                | 3                  | Verflucht!                        | 1998           | 2011             |
| 3           | Walter                                             | Dargaud       | 1996        | 1                | 4                  | Walter                            | 1997           | 2011             |
| 4           | Amour & Intérim                                    | Dargaud       | 1998        | 5                | 5                  | Liebe und sonstige Kleinigkeiten  | 2000           | 2012             |
|             | Galopinot                                          | L’Association | 1998        |                  |                    |                                   |                |                  |
| 5           | Vacances de printemps (Szenario von Frank Le Gall) | Dargaud       | 1999        | 6                | 6                  | Frühlingserwachen                 | 2001           | 2011             |
| 6           | Pour de vrai                                       | Dargaud       | 1999        | 7                | 7                  | Ganz im Ernst!                    | 2001           | 2012             |
| 7           | La couleur de l'enfer                              | Dargaud       | 2000        | 8                | 8                  | Die Farbe der Hölle               | 2001           | 2016             |
| 8           | La Vie comme elle vient.                           | Dargaud       | 2004        | 10               | 10                 | Wie das Leben so spielt           | 2005           | 2022             |
| 9           | L'accélérateur atomique                            | Dargaud       | 2003        | 9                | 9                  | Der atomare Teilchenbeschleuniger | 2003           | 2022             |

### Die neuen Abenteuer von Herrn Hase
| Nummer | Französisch                   | Französisch   | Französisch | Deutsch                       | Deutsch   | Deutsch |
|        | Titel                         | Verlag        | Jahr        | Titel                         | Verlag    | Jahr    |
| ------ | ----------------------------- | ------------- | ----------- | ----------------------------- | --------- | ------- |
| 1      | Un monde un peu meilleur      | L’Association | 2017        | Eine etwas bessere Welt       | Reprodukt | 2018    |
| 2      | Les Herbes folles             | L’Association | 2019        | Das verrückte Unkraut         | Reprodukt | 2019    |
| 3      | Prosélytisme et morts-vivants | L’Association | 2020        | Bekehrungswahn & lebende Tote | Reprodukt | 2021    |
| 4      | Un peu d’amour                | L’Association | 2020        | Ein bisschen Liebe            | Reprodukt | 2021    |
| 5      | L’Apocalypse joyeuse          | L’Association | 2021        | Die fröhliche Apokalypse      | Reprodukt | 2021    |
| 5.1    | Sous le trottoir              | L’Association | 2022        |                               |           |         |
| 5.2    | Ultra Secret                  | L’Association | 2022        |                               |           |         |
| 6      | Par Toutatis !                | L’Association | 2022        | Beim Teutates!                | Reprodukt | 2022    |
| 7      | Midi à quatorze heures        | L’Association | 2021        | Schluss mit lustig            | Reprodukt | 2022    |
| 8      | 31 juillet                    | L’Association | 2023        | 31. Juli                      | Reprodukt | 2023    |